# Oberonia fissiglossa
Oberonia fissiglossa är en orkidéart som beskrevs av Nicolas Hallé. Oberonia fissiglossa ingår i släktet Oberonia och familjen orkidéer. Inga underarter finns listade i Catalogue of Life.